# Раисино (Московская область)
Раисино — бывший населённый пункт в Балашихинском районе Московской области России, вошедший в состав Москвы в 1960 году.
Усадьба Раисино располагалась на территории современного района Гольяново на месте современного автовокзала на пересечении Щёлковского шоссе с Уральской улицей, рядом со станцией метро «Щёлковская». 
В Раисино были расположены Центральная научно-исследовательская лаборатория пушного звероводства, две зверофермы (норки, соболи, серебристо-черные лисицы), контора, гараж, коровник, зверокухня и около 20 жилых домов для сотрудников.